# Opopaea nibasa
Espèce
Opopaea nibasa est une espèce d'araignées aranéomorphes de la famille des Oonopidae.

## Distribution
Cette espèce est endémique du Yémen.

## Publication originale
- Saaristo & van Harten, 2006 : The oonopid spiders (Araneae: Oonopidae) of mainland Yemen. Fauna of Arabia, vol. 21, p. 127-157.